# Künstlerbund Graz
Der Künstlerbund Graz ist eine österreichische Vereinigung Bildender Künstler. Sie wurde am 27. April 1925 durch 14 der zweiten Generation der Moderne zugerechneten Künstlern, alles Mitglieder der Genossenschaft Bildender Künstler Steiermarks, mit Sitz in Graz gegründet.

## Geschichte
Die Künstlergruppe war von Beginn an von einer offenen Haltung allen Kunstrichtungen gegenüber geprägt, war aber auch immer sehr den traditionellen Kunststilen verbunden. Sie umfasste bereits bei Gründung Maler, Bildhauer, Architekten und Kunstgewerbler. Als Programm nannte sie „nur Qualitätsausstellungen zu zeigen“, avantgardistisch zeigte sich eher die zwei Jahre zuvor 1923 gegründete Sezession Graz. Neben Graz als Ausstellungsort wurden 1925 in Bautzen und 1931 in Rom auswärtige Ausstellungen organisiert.
Der Künstlerbund wurde 1938 zwangsweise aufgelöst, wurde jedoch 1945 wiedergegründet und erhielt einen Mitgliederzuwachs. Ab 1962 wurden zu den Ausstellungen auch Gäste eingeladen und seit 1968 bestehen Beziehungen zur Künstlergilde Esslingen.
Im Laufe der Jahrzehnte hat der Künstlerbund Graz aus über 300 Mitgliedern Künstler hervorgebracht wie z. B. Werner Augustiner, einer der wichtigsten österreichischen Vertreter des französischen Expressionismus, Leo Scheu, Gründervater vom Künstlerhaus Graz und wegweisender Porträtmaler, oder Norbertine Bresslern-Roth, eine der bedeutendsten Tiermalerinnen weltweit.
Neben den Jahresausstellungen im Künstlerhaus Graz fanden Ausstellungen des Künstlerbundes Graz u. a. in New York (Live Hall Gallery, Montclair/USA), Italien (Centro d 'Arte S. Vidal/Venedig), Ungarn (Kulturzentrum/Szombathely), Deutschland (Galerie Boehner/Mannheim), Slowenien (Galerie Rudolf/Maribor), Russland (Central House of Artists/Moskau) statt.
Darüber hinaus hat sich der Künstlerbund Graz als Kunst- und Künstlerförderer entwickelt und fungiert nunmehr als einziger steirischer Kunstverein, der eine Jugendgruppe junger Künstler (Alter: 13 bis 18) unterstützt.

## Gründer
Alphabetisch:
- Ernst von Dombrowski (1896–1985), Maler und Grafiker
- Bruno Fiedler (1889–1939), Architekt
- Wilhelm Gösser (1881–1966), akademischer Bildhauer
- Reno Ernst Jungel (1893–1982), akademischer Maler
- Ludwig Lepuschitz (1874–1929), Architekt
- Karl Mader (1884–1952), akademischer Maler
- Ferdinand Pamberger (1873–1956), akademischer Maler und Grafiker
- Ida Penecke-Buxbaum (1896–1960), Grafik und Kunstgewerbe
- Heinrich Prochaska (1897–1973), akademischer Maler und Holzschneider
- Carl Rotky (1891–1977), Maler und Grafiker
- Leo Scheu (1886–1958), akademischer Maler
- Klara Schöttner (1898–?), Malerin und Kunstgewerbe
- Anton Weinkopf (1886–1948), akademischer Bildhauer
- Karl Weisel (1888–1978), akademischer Maler

## Präsidenten
- 1925–1926; Bruno Fiedler
- 1927: Fritz Zotter
- 1928–1930: Leo Scheu
- 1931: Ernst von Dombrowski
- 1932–1934: Ferdinand Pamberger
- 1935–1938: Leo Scheu
- 1938: Auflösung aller Vereine
- 1945–1946: Grete von Donnersberg
- 1947–1948: Ferdinand Pamberger
- 1949–1958: Leo Scheu
- 1959–1962: Reno Ernst Jungel
- 1962–1973: Fred Hartig
- 1974–1975: Leo Fellinger
- 1975–1977: Erwald Wolf-Schönach
- 1977–1981: Maximilian Hendler
- 1981–1997: Gert Peinhopf
- 1997: Reinhard Tatzgern
- 1997–2001: Ruth Lackner
- 2001–2008: Doris Pansi Lobenwein
- 2008–2013: Brigitte Kollegger
- 2013–2017: Michael Birnstingl
- 2017–2018: Emil Srkalovic
- 2018–2019: Daniel Mautner
- seit 2020: Harald Mauerlechner